# Кондо, Мари
Мариэ Кондо (англ. Marie Kondo, яп. 近藤 麻理恵 Kondō Marie) — японская писательница, специалист по наведению порядка в доме, консультант и автор четырёх книг по организации домашнего быта. Её книги продаются миллионными тиражами и переведены на множество иностранных языков.
Первая книга «Магическая уборка. Японское искусство наведения порядка дома и в жизни» (2011 г.) (англ. The Life-Changing Magic of Tidying Up: The Japanese Art of Decluttering and Organizing) была опубликована в более чем 30 странах, стала бестселлером в Японии, Европе и США.
В 2015 году Мариэ Кондо вошла в ТОП-100 самых влиятельных людей мира по версии журнала Time. Является популярной гостьей различных ток-шоу на японском телевидении. В США и Великобритании приобрела большой успех в 2019 году после выхода сериала Netflix «Уборка с Мари Кондо», вследствие чего номинирована на премию «Эмми» за выдающиеся вклад в реалити-шоу.

## Биография
Как говорит сама Мариэ Кондо, она заинтересовалась методами организации пространства ещё в раннем детстве. Она внимательно читала статьи по этой теме вместо игр с куклами, изучала книги и журналы по домоводству и применяла полученные знания на практике — в школе и дома.
Кондо служила пять лет в синтоистком храме в качестве мико, изучала социологию в Токийском женском христианском университете. Её дипломная работа также была об уборке и называлась «Уборка с точки зрения пола» (англ. Tidying up as seen from the perspective of gender).
В дальнейшем Кондо разработала собственные принципы в организации пространства и сформировала авторский метод наведения порядка — KonMari, который описан в её книге «Магическая уборка. Японское искусство наведения порядка дома и в жизни». В 19 лет она основала консалтинговый бизнес в сфере организации пространства.
В 2013 году по её сценарию была снята телевизионная драма «Жизнь — волнующее волшебство уборки». Кондо выпустила несколько видеолекций на тему «Лучший способ складывать вещи».
1 января 2019 года на Netflix был выпущен сериал «Уборка с Мариэ Кондо», в котором она посещает американские дома и помогает семьям убираться в них с помощью метода КонМари. 4 февраля 2019 года Мариэ Кондо появилась в «Позднем шоу со Стивеном Кольбером» на CBS.

### Личная жизнь
Замужем за Такуми Кавахара с 2012 года. До свадьбы Кавахара работал в сфере продаж и маркетинга в Осаке. Когда дело Кондо начало расти, он оставил свою работу и стал её менеджером и, в конечном итоге, генеральным директором Konmari Media, LLC.
После замужества Кондо жила в Токио, а затем переехала в Сан-Франциско. С 2019 года вместе с семьёй живёт в Лос-Анджелесе. У пары трое детей — дочери Сацуки (род. 2015) и Мико (род. 2016) и сын (род. апрель 2021).

## Метод наведения порядка KonMari (КонМари)
Мариэ Кондо рассматривает процесс оптимальной организации пространства в доме с двух плоскостей — духовной и практической. Частично она вдохновлялась синтоистской религией и убеждает, что уборка оказывает лечебный эффект на человека — приводит мысли в порядок и успокаивает. Любимые и постоянно используемые вещи должны «приносить радость» (яп. ときめく, tokimeku). Это японское слово не имеет точного перевода на европейские языки. Поэтический перевод — «рождать биение сердца». Главное преимущество методики КонМари заключается в экономии времени - уборка проводится один раз, после чего помещение требует лишь минимального поддержания порядка.
Основные правила метода КонМари включают:
- Уборка не по комнатам, а по категориям. Необходимо собрать все вещи одного типа со всего дома и сложить их вместе. Начинать нужно с одежды, которую носишь ближе к сердцу, чтобы пробудить нужное ощущение (яп. ときめく, tokimeku), потом заняться книгами, документами. После этого переходить ко всем остальным вещам, разделяя их по принципу использования или по материалу, из которого они сделаны.
- Избавление от ненужного. Если вещь не вызывает радость (tokimeku), то её можно смело выбросить.
- Уборка — это диалог с вещами. Японцы всегда с почтением относились к неодушевленным предметам, поскольку синтоиская религия наделяет вещи временным духовным содержанием. КонМари предлагает перед тем как выбросить ненужную вещь, поблагодарить её за отличную службу, чтобы освободить отношения с вещью и воздать ей должное.
- Забыть про системы хранения. Метод гласит: устройства для хранения — тоже бесполезный хлам. Чтобы не увеличивать его количество, не надо их покупать.
- Вертикальное хранение. Все вещи, которые необязательно развешивать, нужно сложить так, чтобы они могли стоять самостоятельно или можно свернуть в виде роллов и вертикально поставить в ящики, что даст полный обзор и удобство пользования.
- Правильное развешивание одежды. Похожие вещи должны висеть рядом, слева направо, начиная с темных теплых вещей к легким и светлым.
- Избавление от бумаг. Заменить старые журналы, учебные материалы, стикеры и прочее единым блокнотом или гаджетом.

## Публикации
- Кондо М. "Магическая уборка. Японское искусство наведения порядка дома и в жизни" = 人生がときめく片づけの魔法 2011 г. (яп. Jinsei ga Tokimeku Katazuke no Mahō. англ. The Life-Changing Magic of Tidying Up: The Japanese Art of Decluttering and Organizing). — М.: Эксмо, 2015. — 320 с. — ISBN 978-5-699-82795-4.
- Кондо М. "Искры радости. Простая счастливая жизнь в окружении любимых вещей" = (англ. SPARK JOY: AN ILLUSTRATED GUIDE TO THE LIFE-CHANGING KONMARI METHOD). — М.: Одри, 2017. — 320 с. — ISBN 978-5-699-90623-9.
- Кондо М. Jinsei ga Tokimeku Katazuke no Mahō 2 (人生がときめく片づけの魔法2. рус. Магия уборки жизни 2). — Токио: Sunmark Shuppan, 2012. — ISBN 978-4-7631-3241-3.
- Кондо М. Mainichi ga Tokimeku Katazuke no Mahō (毎日がときめく片付けの魔法. рус. Магия ежедневной уборки). — Токио: Sunmark Shuppan, 2014. — ISBN 978-4-7631-3352-6.
- Кондо М. Irasuto de Tokimeku Katazuke no Mahō (イラストでときめく片付けの魔法. рус. Магия уборки с иллюстрациями). — Токио: Sunmark Shuppan, 2015. — ISBN 978-4-7631-3427-1.
- Кондо М. The Life-Changing Magic of Tidying Up: a magical story (рус. Изменяющая жизнь магия уборки: волшебная история) = Manga de Yomu Jinsei ga Tokimeku Katazuke no Mahō. — Нью-Йорк: Ten Speed Press, 2017. — ISBN 978-0-399-58053-6.